# Celovški zmaj
Celovški zmaj je legenda o zmaju v okolici Celovca.

## Vsebina
Okoli Vrbskega jezera je bila nekdaj močvirna zemlja, ki je ljudje niso mogli obdelovati, zato so se naselili na bližnje hribe in griče. Pastir, ki je izgubil svojo čredo, se je moral žalosten vrniti k svoji koči. Če se mu je v močvirno pustinjo namreč zateklo kako govedo ali ovca, jih ni videl nikoli več. Redko kdo si je upal stopiti na kraj, kjer je marsikdo umrl in kjer je takrat gospodoval zmaj. Prekrivali sta ga črna tema in neprijazna megla. Vselej, kadar je nastalo slabo vreme, se je slišalo tuljenje iz tiste pustinje. 
Poglavar je najpogumnejšemu izmed svojih hlapcev zapovedal preiskati tisti kraj in umoriti strašno pošast. Vendar si meje, za katero je gospodovala zver, ni upal prestopiti nihče, saj je bil izgubljen vsak, ki je šel tja. 
Odločili so se poskusiti s še eno zvijačo. Zraven močvirja so naredili močan, trden stolp, s katerega je bilo mogoče opazovati, kje in kdaj se bo prikazal zmaj. Zbralo se je nekaj korenjakov, ki so šli na nevaren lov. Poglavar je namreč rekel: »Kdor si upa bodisi z močjo bodisi z zvijačo premagati zmaja, bo dobil ta stolp in še bogato plačilo zraven. Vsa zemlja, kjer gospoduje zmaj, bo zmagovalčeva last; če je suženj, pa bo osvobojen.« Zbralo se jih je več skupaj in so šli nad zmaja. Vzeli so silnega bika in močan, nazaj zakrivljen kavelj in oboje z železno verigo privezali k stolpu. Bik  je začel tuliti, zmaj se je oglasil in prilomastil proti stolpu ter zgrabil bika, skupaj z njim pa železni kavelj, ki se mu je zapel v meso. Korenjaki so padli po zmaju s težkimi bati z ostrimi žeblji in ga ubili. Tako je bila okolica rešena strašnega zmaja.

## Dogajalni prostor
Na mestu, kjer je stal stolp, so sezidali grad. Okoli njega je  nastalo glavno mesto koroške dežele, današnji Celovec. Najstarejše poselitve Celovca so bile na severu, na vrhu majhnega griča, saj je bila južna stran močvirnata in zato nevarna. Pokrajina ni bila poseljena do prve polovice 13. stoletja.

## Kip Celovškega zmaja
Na Križni gori (Kreuzbergl) blizu mesta so izsekali velikansko skalo, jo spravili v kamnoreznico pri cesti, ki pelje iz Celovca v Beljak, in iz nje izdelali kip, ki ga danes vidimo na Novem trgu (Neuer Platz) v Celovcu. Tristo mladeničev ga je na valjarjih privleklo v mesto. Pred zmajevim kipom stoji korenjak, ki se z debelim batom, okovanim z železnimi žeblji pripravlja, da bo udaril po rohnečem zmaju. Kip je leta 1950 izdelal Ulrich Vogelsang. Najstarejši mestni pečat prikazuje zmaja z le dvema nogama in krili, v 16. stoletju pa so mu začeli risati štiri noge.

## Spletni viri
- http://www.ajdi.org/knezji_kamen.html
- http://www.mohorjeva.at/sl_trgovina/details/pravljica_o_celovshkem_zmaju%5B%5D
- http://www.museumofincognita.com/klagenfurtdragon.html
- http://www.polenth.com/myth/europe/klagen.html Arhivirano 2009-03-14 na Wayback Machine.
- http://www.fanline08.at/en/?p=409